# Зускин, Вениамин Львович
Вениамин Львович Зу́скин (идиш בנימין זוסקין‎ — Биньо́мен Зу́скин; 1899—1952) — артист еврейского театра на идише и кино. Народный артист РСФСР (1939). Народный артист Узбекской ССР (1943). Лауреат Сталинской премии второй степени (1946).

## Биография
Родился 16 (28) апреля 1899 года в Поневеже (ныне Паневежис, Литва) в семье портного Лейбы Зускина (1868, Поневеже—1948, Йоханнесбург) и Хаи Сипель (1874—1946), дочери раввина. Традиционная семья была многодетной — 9 детей, из которых до взрослого возраста дожили четверо: сам Вениамин, его старший брат Исаак Александр (1894—1973, Монреаль), ставший музыкантом и младшие сестры: Соня (в замуж. Коллис, 1901—1980, Йоханнесбург) и Минна (в замуж. Сантоп; 1906—после 1970, Израиль). 
Учился в хедере, в 1911 году поступил в реальное училище. В 1915 году при высылке евреев из Прибалтики (после поражения русской армии в Первой мировой войне в апреле 1915 года) попал в Пензу, где продолжал занятия в училище и играл в любительской театральной студии. В 1920 году стал студентом Свердловского горного института, в 1921 году перевёлся в Московскую горную академию, сразу же был принят в студию Еврейского камерного театра (с 1925 года — ГОСЕТ) и через три месяца зачислен в труппу.
В том же году Зускин участвовал вместе с С. Михоэлсом в первой постановке театра в Москве — «Вечер Шолом Алейхема», в 1922 году сыграл главную роль в «Колдунье» (по А. Гольдфадену).
В 1928 ГОСЕТ выехал в длительную гастрольную поездку по Европе. Там Вениамин Зускин на нескольких сеансах психотерапии с З.Фрейдом лечился от заикания — он заикался в обычной жизни, но не на сцене. 
В созданных Зускиным образах мягкий юмор придавал лирическую окраску трагическим и смешным противоречиям местечковой жизни, а в своих суетливых героях, поглощённых мелкими будничными заботами, актёр открывал для зрителя их подлинную душу мечтателей и поэтов. В течение почти всей сценической деятельности Зускин был партнёром Михоэлса.

Вениамин Зускин в роли Соломона Маймона

Вместе они воплощали две стороны еврейского национального характера в их наиболее интенсивном выражении: рядом с драматически приподнятыми и философски обобщенными героями Михоэлса появились неунывающие, земные и тоже одержимые мыслью о недостижимом, овеянные легкой грустью герои Зускина. Таковы его Сендерл-Баба («Путешествие Вениамина III» по Менделе Мойхер-Сфориму, 1927), Шут («Король Лир» Шекспира, 1935), Гоцмах («Блуждающие звёзды» по Шолом Алейхему, 1940), Бадхен («Фрейлехс» З. Шнеера, 1945) и другие. Зускин удачно выступил и в роли еврейского философа Соломона Маймона (пьеса М. Даниэля), хотя первоначально уговаривал Михоэлса взять роль себе.
Зускин также снимался в кино (фильмы: «Человек из местечка», 1930; «Граница», 1935; Искатели счастья, 1936 (Пиня); Цирк, Непокоренные, 1945, Свет над Россией, 1947), занимался режиссёрской деятельностью, с 1935 года преподавал в театральном училище при ГОСЕТе.
В ГОСЕТе поставил спектакли «Канун праздника», «Стоит жить», «Гершеле Острополер» и др. После гибели Михоэлса недолго возглавлял театр, но 23 декабря 1948 года был арестован (одним из первых среди деятелей еврейской культуры в Советском Союзе). Вместе с другими обвиняемыми по делу Еврейского антифашистского комитета приговорён к расстрелу. Расстрелян 12 августа 1952 года. Посмертно реабилитирован в ноябре 1955 года.
1-й брак — Рейчел Голанд (1899—1941), с которой познакомились в Пензе. Развелись. После развода Рейчел с дочерью вернулись в Литву — в Укмерге, а затем в Каунас.
Дочь — Тамара (в замуж. Платт; 1921—2014, Израиль).  Приехала к отцу в Москву в 1935 году и поступила в медицинский институт. Во время Великой Отечественной войны была военным врачом, войну закончила в Берлине.
2-й брак (с 1935)  — Берковская Эда Соломоновна (1903—1959). После ареста и расстрела В.Л.Зусина его жена и дочь были сосланы в Кокчетав, в Казахстан, вернулись в Москву в 1955 году.
Дочь — Зускина-Перельман Алла Вениаминовна (1936 г. р.), автор воспоминаний «Путешествие Вениамина», инженер, технический переводчик. В 1975 году эмигрировала в Израиль. Внуки: Александр, Вениамин.
15 декабря 2019 года на доме, где жил В.Л.Зускин (Тверской бульвар, 10, стр.1), была установлена табличка «Последнего адреса».

## Награды и премии

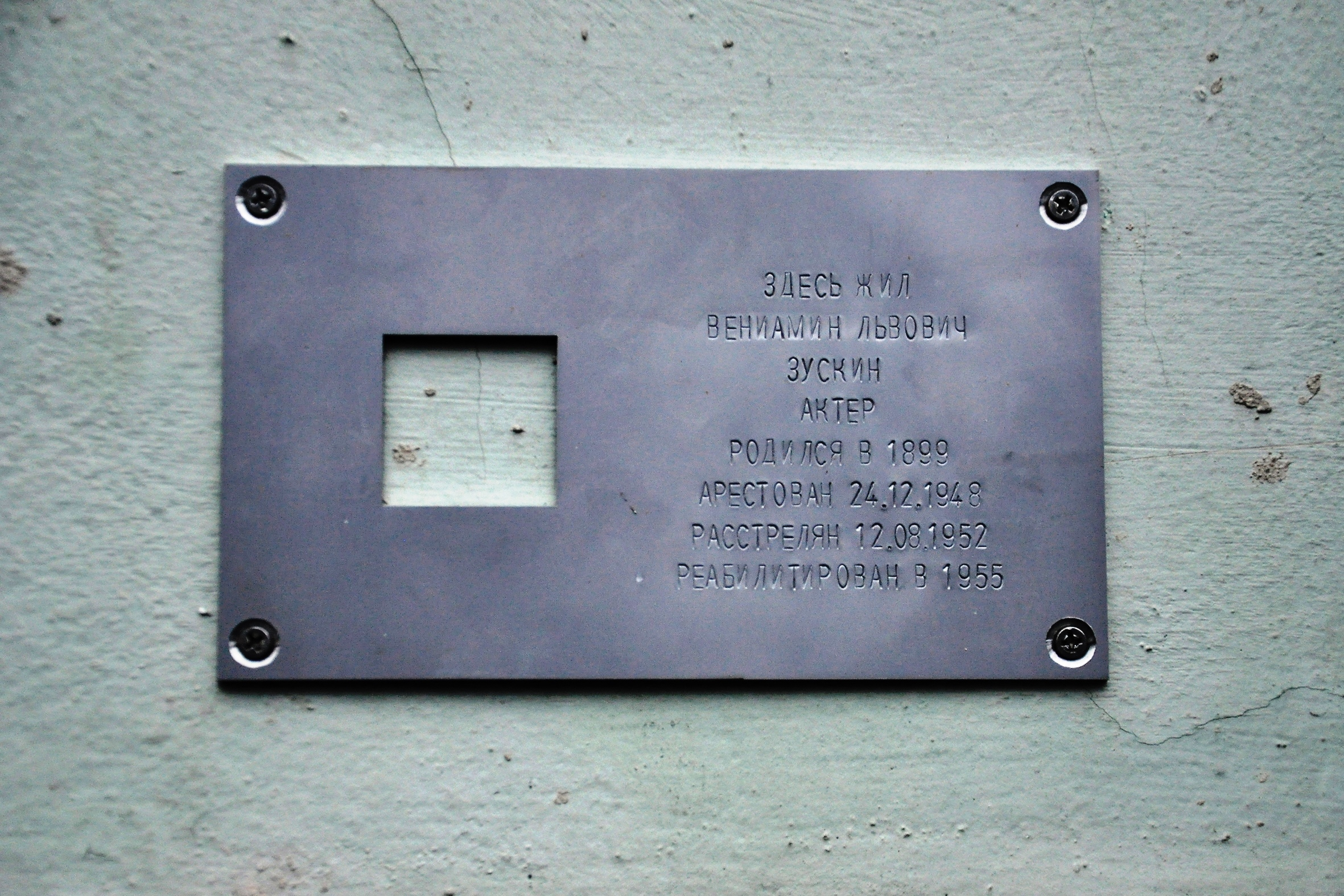
Последний адрес на доме, в котором жил Вениамин Зускин

- Медаль «В память 800-летия Москвы» (1947)
- Сталинская премия второй степени (1946) — за исполнение роли Бадхена в спектакле «Фейлехс» З. Шнеера
- Медаль «За доблестный труд в Великой Отечественной войне 1941—1945 гг.» (1945)
- Народный артист Узбекской ССР (1943)
- Народный артист РСФСР (1939)
- Орден Трудового Красного Знамени (31 марта 1939) — за выдающиеся заслуги в развитии советского театрального искусства[10]